# Мальдини, Чезаре
Че́заре Мальди́ни (итал. Cesare Maldini; 5 февраля 1932, Триест — 3 апреля 2016, Милан) — итальянский футболист и футбольный тренер. Играл на позиции защитника в сборной Италии и «Милане» в 1950—1960-е годы. Отец футболиста Паоло Мальдини, дедушка футболистов Кристиана и Даниэля Мальдини.

## Карьера
Футболом Мальдини начал заниматься в своём родном городе, к 18 годам попав в молодёжную команду местного клуба «Триестина». В 1953 году он дебютировал за основную команду «алебардистов», правда до конца чемпионата на поле появился лишь однажды. Уже в следующем сезоне он стал полноправным игроком основы «Триестины», сыграв в 31 из 34 матчей Серии А. Выступая на позиции центрального защитника, Мальдини сумел зарекомендовать себя как игрок, способный грамотно выбирать позицию и уверенно играющий в верховой борьбе. Кроме того, при необходимости он мог играть на фланге защиты, или даже полузащиты. Несмотря на высокий рост, Чезаре был чрезвычайно легким и подвижным футболистом. 
На игру Чезаре обратили внимание в более статусном «Милане», куда он перешёл летом 1954 года. За 12 сезонов проведённых в составе «россонери» Мальдини стал любимцем болельщиков и одной из легенд клуба. В его составе он провёл 412 матчей, что является девятым показателем в истории клуба, обрёл репутацию одного из лучших центральных защитников европейского футбола своего времени. С «Миланом» Мальдини выиграл четыре «скудетто» и Кубок европейских чемпионов в 1963 году (ставший первым для итальянских команд). К тому времени Чезаре уже был капитаном команды, и именно он первым поднял над головой престижный трофей.
В 1966 году, на закате своей карьеры, Мальдини перешёл в «Торино», за который выступал на протяжении сезона и помог ему квалифицироваться в Кубок ярмарок. По окончании сезона Чезаре завершил игровую карьеру.
С 1958 по 1963 годы защитник выступал в составе сборной Италии, однако провёл в её составе всего 14 матчей. Авторитет Мальдини был настолько высок, что не являясь игроком основной обоймы, он несколько раз выводил команду на поле с капитанской повязкой. В составе «скуадры адзурры» он принял участие в чемпионате мира 1962 года, где сыграл в двух матчах. Этот турнир оказался для него единственным в составе сборной.
Сразу после завершения игровой карьеры Мальдини вошёл в тренерский штаб «Милана», который возглавлял Нерео Рокко. В 1972 году он сменил Рокко на этом посту, став главным тренером команды. Под его руководством «россонери» заняли второе место в Серии А, а через год выиграли Кубок Италии и Кубок обладателей кубков. Однако в чемпионате Италии команда финишировала лишь на седьмом месте и Мальдини покинул пост. Следующие шесть лет он без особого успеха тренировал скромные «Фоджу», «Тернану» и «Парму».
В 1980 году Мальдини стал ассистентом Энцо Беарзота в сборной Италии. Через два года тренерскому штабу удалось привести команду к третьим в истории золотым медалям чемпионата мира, но развить успех на других турнирах не удалось. В 1986 году Чезаре возглавил молодёжную сборную Италии и оставался на этом посту десять лет. За это время команда сумела три раза выиграть молодёжный чемпионат Европы и дважды выступала на Олимпийских играх. Через Мальдини прошли ряд футболистов, которые в 2006 году составили основу сборной, выигравшей чемпионат мира.
В декабре 1996 года Мальдини был доверен пост главного тренера основной сборной Италии. Под его руководством команда через стыковые матчи квалифицировалась на чемпионат мира во Франции, где уверенно вышла из группы и в 1/8 финала прошла сборную Норвегии. В четвертьфинале итальянцы лишь в серии пенальти уступили хозяйке турнира сборной Франции (основное и дополнительное время закончилось со счётом 0:0), после чего Мальдини ушёл в отставку. После этого Мальдини вернулся в «Милан», где на протяжении пяти лет занимал должность технического директора, а в 2001 году непродолжительное время исполнял обязанности главного тренера команды.
Последней командой в тренерской карьере итальянца стала сборная Парагвая, с которой он заключил контракт на полгода вплоть до конца чемпионата мира 2002 года в Корее и Японии. Сборная Парагвая неожиданно для многих вышла в 1/8 финала, уступив Германии. Хотя доходы Мальдини за полгода работы составили около миллиона долларов, футбольная федерация постановила, что за вычетом налогов Мальдини получит порядка 780 тысяч долларов без учёта премиальных.
3 апреля 2016 года Чезаре Мальдини скончался в возрасте 84 лет.

## Статистика выступлений

### Клубная
| Клуб             | Сезон            | Чемпионат | Чемпионат | Кубок | Кубок | Еврокубки | Еврокубки | Прочие | Прочие | Всего | Всего |
| Клуб             | Сезон            | Игры      | Голы      | Игры  | Голы  | Игры      | Голы      | Игры   | Голы   | Игры  | Голы  |
| ---------------- | ---------------- | --------- | --------- | ----- | ----- | --------- | --------- | ------ | ------ | ----- | ----- |
| Триестина        | 1952/53          | 1         | 0         | -     | -     | -         | -         | -      | -      | 1     | 0     |
| Триестина        | 1953/54          | 31        | 0         | -     | -     | -         | -         | -      | -      | 31    | 0     |
| Милан            | 1954/55          | 27        | 1         | -     | -     | -         | -         | 1      | 0      | 28    | 1     |
| Милан            | 1955/56          | 22        | 0         | -     | -     | 6         | 0         | 2      | 0      | 30    | 0     |
| Милан            | 1956/57          | 21        | 1         | -     | -     | -         | -         | 2      | 0      | 23    | 1     |
| Милан            | 1957/58          | 32        | 0         | 3     | 0     | 8         | 0         | -      | -      | 43    | 0     |
| Милан            | 1958/59          | 34        | 0         | 1     | 0     | -         | -         | 1      | 0      | 36    | 0     |
| Милан            | 1959/60          | 29        | 0         | -     | -     | 4         | 0         | 1      | 0      | 34    | 0     |
| Милан            | 1960/61          | 30        | 0         | 2     | 0     | -         | -         | 2      | 0      | 34    | 0     |
| Милан            | 1961/62          | 31        | 0         | 1     | 0     | 9         | 0         | 2      | 0      | 43    | 0     |
| Милан            | 1962/63          | 22        | 0         | 1     | 0     | 3         | 0         | 3      | 0      | 29    | 0     |
| Милан            | 1963/64          | 22        | 0         | 1     | 0     | 6         | 0         | -      | -      | 29    | 0     |
| Милан            | 1964/65          | 34        | 0         | -     | -     | 2         | 0         | -      | -      | 36    | 0     |
| Милан            | 1965/66          | 31        | 0         | 1     | 0     | 8         | 0         | -      | -      | 40    | 0     |
| Торино           | 1966/67          | 33        | 0         | 3     | 0     | -         | -         | 3      | 0      | 39    | 0     |
| Всего за Милан   | Всего за Милан   | 347       | 3         | 9     | 0     | 42        | 0         | 14     | 0      | 412   | 3     |
| Всего за карьеру | Всего за карьеру | 412       | 3         | 12    | 0     | 42        | 0         | 17     | 0      | 451   | 3     |

### В сборной
| Италия |       |    |   |
| 1960   | 1     | 0  |   |
| 1961   | 3     | 0  |   |
| 1962   | 6     | 0  |   |
| 1963   | 4     | 0  |   |
| Всего  | Всего | 14 | 0 |

## Достижения

### В качестве игрока
«Милан»
- Чемпион Италии (4): 1954/55, 1956/57, 1958/59, 1961/62
- Обладатель Кубка европейских чемпионов: 1962/63
- Обладатель Латинского кубка: 1956
- Бронзовый призёр Латинского кубка (2): 1955, 1957

### В качестве тренера
«Милан»
- Обладатель Кубка Италии: 1972/73
- Обладатель Кубка обладателей кубков УЕФА: 1972/73

Сборная Италии (до 21 года)
- Победитель Чемпионата Европы среди молодёжи (3): 1992, 1994, 1996

### Личные
- Входит в символическую сборную чемпионата мира: 1962
- Введён в Зал славы итальянского футбола
- Введён в зал славы клуба «Милан»

## Интересные факты
- Чезаре Мальдини был тренером своего сына Паоло и в «Милане» и в сборной Италии, что является уникальным случаем в истории футбола.
- Именем Мальдини-старшего назван парк рядом со стадионом «Сан-Сиро»[2].